# فهرست جایزه‌ها و نامزدی‌های بریتنی اسپیرز
بریتنی اسپیرز (به انگلیسی: Britney Spears) خواننده، ترانه‌سرا، هنرپیشه، کارگردان، مدل، طراح، رقصنده و پیانیست آمریکایی است. اسپیرز به عنوان یک نماد پاپ، شاهزاده خانم پاپ، پاپ آیکون مد و افسانه پاپ در نظر گرفته می‌شود و با تأثیرگذاری در احیای پاپ نوجوان در اواخر دهه ۱۹۹۰ برخوردار است. او یک پیشگام است. علاوه بر این، شاهزاده خانم پاپ نام مستعار افتخاری است که بیشتر با بریتنی اسپیرز در ارتباط است، او همچنین به اولین هنرمند زن نوجوان در تاریخ تبدیل شد و عناوین افتخاری از جمله «ملکه پاپ»، «شهبانو پاپ» و «زن افسونگر پاپ» را به‌دست آورده‌است.

## جوایز موسیقی آمادوس اتریش
| سال  | نامزدی / اثر | جایزه                  | نتیجه |
| ---- | ------------ | ---------------------- | ----- |
| ۲۰۰۰ | خودش         | خواننده جدید بین‌المللی | برنده |

## جوایز موسیقی آمریکا
| سال  | نامزدی / اثر                     | جایزه                    | نتیجه    |
| ---- | -------------------------------- | ------------------------ | -------- |
| 2000 | خودش                             | خواننده محبوب پاپ راک    | برنده    |
| 2000 | خودش                             | خواننده زن محبوب پاپ راک | نامزدشده |
| 2000 | عزیزم یک بار دیگر                | آلبوم محبوب پاپ راک      | نامزدشده |
| 2001 | خودش                             | بهترین خواننده سال       | نامزدشده |
| 2001 | خودش                             | خواننده زن محبوب پاپ راک | نامزدشده |
| 2001 | اوه!... باز هم دسته‌گل به آب دادم | آلبوم محبوب پاپ راک      | نامزدشده |

## جایزه بامبی
| سال  | نامزدی / اثر | جایزه                        | نتیجه |
| ---- | ------------ | ---------------------------- | ----- |
| ۲۰۰۸ | خودش         | بهترین خواننده پاپ بین‌المللی | برنده |

## جوایز بیلبورد

### جایزه موسیقی بیلبورد
| سال  | نامزدی / اثر                      | جایزه                                       | نتیجه    |
| ---- | --------------------------------- | ------------------------------------------- | -------- |
| ۱۹۹۹ | خودش                              | بهترین خواننده زن                           | برنده    |
| ۱۹۹۹ | خودش                              | بهترین خواننده جدید                         | برنده    |
| ۱۹۹۹ | خودش                              | بهترین آلبوم خواننده زن سال                 | برنده    |
| ۱۹۹۹ | خودش                              | بهترین ترانه خواننده زن سال                 | برنده    |
| ۲۰۰۰ | خودش                              | بهترین آلبوم سال                            | برنده    |
| ۲۰۰۰ | خودش                              | بیشترین فروش در هفته اول توسط یک خواننده زن | برنده    |
| ۲۰۰۱ | خودش                              | بهترین آلبوم خواننده زن سال                 | نامزدشده |
| ۲۰۰۴ | خودش                              | بهترین خواننده سال                          | نامزدشده |
| ۲۰۰۴ | "من در برابر موسیقی" (with مدونا) | بهترین ترانه دنس سال                        | برنده    |
| ۲۰۱۲ | "تا دنیا دنیاست"                  | بهترین ترانه سبک دنس                        | نامزدشده |
| ۲۰۱۲ | خودش                              | بهترین خواننده سبک دنس پاپ                  | نامزدشده |
| ۲۰۱۶ | خودش                              | Millennium Award                            | برنده    |

### جوایز بین سال بیلبورد دات کام
| سال  | نامزدی / اثر        | جایزه                     | نتیجه    |
| ---- | ------------------- | ------------------------- | -------- |
| ۲۰۱۱ | خودش                | خواننده موفق نیمه اول سال | برنده    |
| ۲۰۱۱ | خودش                | بهترین لباس               | نامزدشده |
| ۲۰۱۱ | خودش                | بهترین بازگشت موفق        | نامزدشده |
| ۲۰۱۱ | علیه من به‌کار می‌بری | ترانه محبوب               | برنده    |
| ۲۰۱۱ | زن افسونگر          | آلبوم محبوب بیلبورد       | برنده    |
| ۲۰۱۱ | میخوام برم          | بهترین ویدئو سال          | برنده    |
| ۲۰۱۱ | تور زن افسونگر      | بهترین تور                | برنده    |
| ۲۰۱۲ | خودش                |                           | برنده    |
| ۲۰۱۳ | خودش                | بهترین رویداد سال         | برنده    |

## جوایز بلاک باستر
| سال  | نامزدی / اثر                     | جایزه                     | نتیجه    |
| ---- | -------------------------------- | ------------------------- | -------- |
| ۲۰۰۰ | خودش                             | بهترین خواننده جدید محبوب | نامزدشده |
| ۲۰۰۰ | عزیزم یک بار دیگر                | آلبوم محبوب سال           | نامزدشده |
| 2001 | اوه!... باز هم دسته‌گل به آب دادم | آلبوم محبوب سال           | نامزدشده |
| 2001 | خودش                             | خواننده محبوب پاپ         | برنده    |

## جایزه بریت
| سال  | نامزدی / اثر | جایزه                    | نتیجه    |
| ---- | ------------ | ------------------------ | -------- |
| 2000 | خودش         | بهترین اجرای بین‌المللی   | نامزدشده |
| 2000 | خودش         | بهترین خواننده بین‌المللی | نامزدشده |
| 2001 | خودش         | بهترین خواننده بین‌المللی | نامزدشده |
| 2001 | خودش         | بهترین خواننده پاپ       | نامزدشده |

## جوایز موسیقی دانمارک
| سال  | نامزدی / اثر | جایزه                     | نتیجه |
| ---- | ------------ | ------------------------- | ----- |
| ۲۰۰۰ | خودش         | بهترین خواننده جدید خارجی | برنده |

## جوایز موسیقی اکو
| سال  | نامزدی / اثر | جایزه                    | نتیجه    |
| ---- | ------------ | ------------------------ | -------- |
| ۲۰۰۰ | خودش         | بهترین خواننده تازه ورود | نامزدشده |
| ۲۰۰۰ | خودش         | بهترین خواننده بین‌المللی | نامزدشده |
| 2001 | خودش         | بهترین خواننده بین‌المللی | برنده    |
| 2001 | «خوش‌شانس»    | بهترین ترانه پاپ راک     | نامزدشده |

## جوایز موسیقی فردریک لهستان
| سال  | نامزدی / اثر | جایزه                      | نتیجه |
| ---- | ------------ | -------------------------- | ----- |
| 2010 | «زن‌باره»     | بهترین ترانه بین‌المللی سال | برنده |

## جوایز جی‌ای‌اف‌اف‌ای دانمارک
| سال  | نامزدی / اثر | جایزه                         | نتیجه |
| ---- | ------------ | ----------------------------- | ----- |
| ۱۹۹۹ | خودش         | بهترین خواننده خارجی تازه‌وارد | برنده |

## جوایز گلامور
| سال  | نامزدی / اثر | جایزه          | نتیجه |
| ---- | ------------ | -------------- | ----- |
| 2003 | خودش         | خواننده زن سال | برنده |

## جایزه گرمی
| سال  | نامزدی / اثر                       | جایزه                      | نتیجه    |
| ---- | ---------------------------------- | -------------------------- | -------- |
| ۲۰۰۰ | خود                                | بهترین خواننده جدید        | نامزدشده |
| ۲۰۰۰ | "عزیزم یک بار دیگر…"               | بهترین اجرا خواننده زن پاپ | نامزدشده |
| ۲۰۰۱ | "اوه!... باز هم دسته‌گل به آب دادم" |                            | نامزدشده |
| ۲۰۰۱ | اوه!... باز هم دسته‌گل به آب دادم   | بهترین ترانه سال           | نامزدشده |
| ۲۰۰۳ | "حفاظتی بیش از حد"                 | بهترین اجرای خواننده زن    | نامزدشده |
| ۲۰۰۳ | بریتنی                             | بهترین آلبوم پاپ           | نامزدشده |
| ۲۰۰۵ | "سمی"                              | بهترین ترانه سبک دنس       | برنده    |
| ۲۰۱۰ | "زن‌باره"                           |                            | نامزدشده |

## رکوردهای جهانی گینس
| سال  | نامزدی / اثر          | جایزه                                                   | نتیجه |
| ---- | --------------------- | ------------------------------------------------------- | ----- |
| ۲۰۰۰ | ... عزیزم یک بار دیگر | بهترین فروش یک آلبوم از خواننده نوجوان                  | برنده |
| ۲۰۰۰ | ... عزیزم یک بار دیگر | بهترین فروش آلبوم یک خواننده در کشور آمریکا             | برنده |
| ۲۰۰۰ | خودش                  | سریعترین میزان زمانی برای رسیدن به جدول شماره یک آمریکا | برنده |
| ۲۰۰۱ | خودش                  | بهترین فروش آلبوم توسط خواننده نوجوان                   | برنده |
| ۲۰۰۷ | خودش                  | بیشترین جستجو یک شخص در اینترنت                         | برنده |
| ۲۰۰۹ | خودش                  | بیشترین جستجو یک شخص در اینترنت                         | برنده |
| ۲۰۱۰ | خودش                  | جوان‌ترین خواننده دارای پنج آلبوم شماره یک               | برنده |

## جوایز موسیقی هنگ کنگ
| سال  | نامزدی / اثر            | جایزه                                | نتیجه |
| ---- | ----------------------- | ------------------------------------ | ----- |
| ۲۰۰۵ | بهترین آهنگ‌ها: میراث من | بهترین فروش آلبوم توسط خواننده خارجی | برنده |

## ان‌ام‌ای آواردز
| سال  | نامزدی / اثر | جایزه              | نتیجه    |
| ---- | ------------ | ------------------ | -------- |
| ۲۰۰۲ | خودش         | بهترین خواننده پاپ | نامزدشده |
| ۲۰۰۹ | سیرک         | بهترین آلبوم پاپ   | نامزدشده |

## جایزه موزیک ویدئوی ام‌تی‌وی
| سال  | نامزدی / اثر                       | جایزه                                            | نتیجه    |
| ---- | ---------------------------------- | ------------------------------------------------ | -------- |
| ۱۹۹۹ | "عزیزم یک بار دیگر…"               | جشنواره بهترین ویدیو موزیک‌های جهان توسط ام تی وی | نامزدشده |
| ۱۹۹۹ | "عزیزم یک بار دیگر…"               | بهترین طراحی رقص                                 | نامزدشده |
| ۱۹۹۹ | "عزیزم یک بار دیگر…"               | بهترین ویدیو                                     | نامزدشده |
| ۱۹۹۹ | "عزیزم یک بار دیگر…"               | انتخاب بینندگان                                  | نامزدشده |
| ۲۰۰۰ | "دیوانه(ام کردی)"                  | بهترین ترانه دنس                                 | نامزدشده |
| ۲۰۰۰ | "اوه!... باز هم دسته‌گل به آب دادم" | بهترین ویدیو                                     | نامزدشده |
| ۲۰۰۰ | "اوه!... باز هم دسته‌گل به آب دادم" | Viewer's Choice                                  | نامزدشده |
| ۲۰۰۰ | "اوه!... باز هم دسته‌گل به آب دادم" | جشنواره بهترین ویدیو موزیک‌های جهان توسط ام تی وی | نامزدشده |
| ۲۰۰۱ | "قوی‌تر (ترانه بریتنی اسپیرز)"      | جشنواره بهترین ویدیو موزیک‌های جهان توسط ام تی وی | نامزدشده |
| ۲۰۰۲ | "من برده تو هستم"                  | Best Female Video                                | نامزدشده |
| ۲۰۰۲ | "من برده تو هستم"                  | بهترین ویدیو سبک دنس                             | نامزدشده |
| ۲۰۰۲ | "من برده تو هستم"                  | بهترین طراحی رقص                                 | نامزدشده |
| ۲۰۰۳ | "پسرها (ترانه)"                    | Best Video From a Film                           | نامزدشده |
| ۲۰۰۴ | "سمی (ترانه بریتنی اسپیرز)"        | بهترین ویدیو                                     | نامزدشده |
| ۲۰۰۴ | "سمی (ترانه بریتنی اسپیرز)"        | بهترین ویدیو سبک دنس                             | نامزدشده |
| ۲۰۰۴ | "سمی (ترانه بریتنی اسپیرز)"        | جشنواره بهترین ویدیو موزیک‌های جهان توسط ام تی وی | نامزدشده |
| ۲۰۰۴ | "سمی (ترانه بریتنی اسپیرز)"        | جایزه ام‌تی‌وی برای نماهنگ سال                     | نامزدشده |
| ۲۰۰۸ | "تکه‌ای از من (ترانه)"              | بهترین ویدیو                                     | برنده    |
| ۲۰۰۸ | "تکه‌ای از من (ترانه)"              | جشنواره بهترین ویدیو موزیک‌های جهان توسط ام تی وی | برنده    |
| ۲۰۰۸ | "تکه‌ای از من (ترانه)"              | جایزه ام‌تی‌وی برای نماهنگ سال                     | برنده    |
| ۲۰۰۹ | "زن‌باره (ترانه)"                   | جشنواره بهترین ویدیو موزیک‌های جهان توسط ام تی وی | برنده    |
| ۲۰۰۹ | "زن‌باره (ترانه)"                   | جایزه ام‌تی‌وی برای نماهنگ سال                     | نامزدشده |
| ۲۰۰۹ | "سیرک (ترانه)"                     | MTV Video Music Award for Best Art Direction     | نامزدشده |
| ۲۰۰۹ | "سیرک (ترانه)"                     | بهترین طراحی رقص                                 | نامزدشده |
| ۲۰۰۹ | "سیرک (ترانه)"                     | بهترین تصویربرداری                               | نامزدشده |
| ۲۰۰۹ | "سیرک (ترانه)"                     | بهترین کارگردانی                                 | نامزدشده |
| ۲۰۰۹ | "سیرک (ترانه)"                     | بهترین تدوین                                     | نامزدشده |
| ۲۰۱۱ | "تا دنیا دنیاست"                   | بهترین طراحی رقص                                 | نامزدشده |
| ۲۰۱۱ | "تا دنیا دنیاست"                   | جشنواره بهترین ویدیو موزیک‌های جهان توسط ام تی وی | برنده    |
| ۲۰۱۱ | خودش                               | جایزه پیشگام ویدئو مایکل جکسون                   | برنده    |

## جوایز ام تی وی برزیل
| سال  | نامزدی / اثر      | جایزه                    | نتیجه    |
| ---- | ----------------- | ------------------------ | -------- |
| ۲۰۰۵ | "کاری کن (ترانه)" | بهترین ویدیو بین‌المللی   | نامزدشده |
| ۲۰۰۸ | خودش              | بهترین خواننده بین‌المللی | نامزدشده |
| ۲۰۰۹ | خودش              | بهترین خواننده بین‌المللی | برنده    |
| ۲۰۱۱ | خودش              | بهترین خواننده بین‌المللی | نامزدشده |

## جوایز دیسک طلایی ژاپن
| سال                        | نامزدی / اثر                    | جایزه              | نتیجه |
| -------------------------- | ------------------------------- | ------------------ | ----- |
| ۲۰۰۰                       | خودش                            | خواننده جدید جهانی | برنده |
| ۲۰۰۳                       | "دختر نیستم، هنوز زن هم نشده‌ام" | بهترین ویدیو سال   | برنده |
| ۲۰۰۳                       | زنده از لاس وگاس                | بهترین ویدیو سال   | برنده |
| ۲۰۰۴                       | داخل محدوده (آلبوم)             | بهترین آلبوم راک   | برنده |
| ۲۰۰۵                       |                                 |                    |       |
| بهترین آهنگ‌ها: میراث من    | بهترین آلبوم پاپ                | برنده              |       |
| بهترین آهنگ‌ها: حق مخصوص من | بهترین ویدیو سال                | برنده              |       |
| داخل محدوده                | بهترین ویدیو سال                | برنده              |       |

## جوایز موسیقی آسیا امنت
| سال  | نامزدی / اثر                       | جایزه                    | نتیجه    |
| ---- | ---------------------------------- | ------------------------ | -------- |
| ۲۰۰۰ | "اوه!... باز هم دسته‌گل به آب دادم" | بهترین خواننده بین‌المللی | برنده    |
| ۲۰۰۲ | "دختر نیستم، هنوز زن هم نشده‌ام"    | بهترین خواننده بین‌المللی | نامزدشده |

## جوایز برگزیده کودکان نیکلودین
| سال                                 | نامزدی / اثر              | جایزه            | نتیجه    |
| ----------------------------------- | ------------------------- | ---------------- | -------- |
| ۲۰۰۰                                | خودش                      | خواننده زن محبوب | برنده    |
| ۲۰۰۰                                | "دیوانه(ام کردی)"         | ترانه محبوب سال  | نامزدشده |
| ۲۰۰۱                                | خودش                      | خواننده زن محبوب | برنده    |
| ۲۰۰۲                                |                           |                  |          |
| خودش                                | خواننده زن محبوب          | نامزدشده         |          |
| خودش                                | ستاره تلویزیونی محبوب سال | برنده            |          |
| "نگذار من آخرین کسی باشم که می‌داند" | ترانه محبوب سال           | نامزدشده         |          |
| ۲۰۰۵                                | ترانه محبوب سال           | "سمی"            | نامزدشده |

## جوایز برگزیده نوجوانان
| سال  | نامزدی / اثر                       | جایزه                                                   | نتیجه    |
| ---- | ---------------------------------- | ------------------------------------------------------- | -------- |
| ۱۹۹۹ | خودش                               | بهترین خواننده زن                                       | نامزدشده |
| ۱۹۹۹ | خودش                               | بهترین خواننده نوظهور                                   | نامزدشده |
| ۱۹۹۹ | خودش                               | بهترین خواننده جذاب                                     | نامزدشده |
| ۱۹۹۹ | "عزیزم یک بار دیگر…"               | بهترین ترانه سال                                        | برنده    |
| ۱۹۹۹ | "عزیزم یک بار دیگر…"               | بهترین ویدئو                                            | نامزدشده |
| ۱۹۹۹ | ... عزیزم یک بار دیگر (آلبوم)      | بهترین آلبوم                                            | نامزدشده |
| ۲۰۰۰ | خودش                               | بهترین خواننده زن                                       | برنده    |
| ۲۰۰۰ | خودش                               | Choice Female Hottie                                    | برنده    |
| ۲۰۰۰ | "اوه!... باز هم دسته‌گل به آب دادم" | بهترین ترانه                                            | نامزدشده |
| ۲۰۰۱ | خودش                               | Choice Female Artist                                    | برنده    |
| ۲۰۰۲ | چهارراه (فیلم ۲۰۰۲)                | Choice Actress, Drama/Action Adventure                  | نامزدشده |
| ۲۰۰۲ | چهارراه (فیلم ۲۰۰۲)                | بهترین بازیگر زن                                        | نامزدشده |
| ۲۰۰۲ | خودش (with انسون مونت)             | Choice Chemistry                                        | نامزدشده |
| ۲۰۰۲ | خودش                               | بهترین خواننده زن                                       | برنده    |
| ۲۰۰۲ | خودش                               | Choice Female Artist                                    | برنده    |
| ۲۰۰۳ | خودش                               | Choice Female Fashion Icon                              | نامزدشده |
| ۲۰۰۳ | خودش                               | بهترین خواننده زن                                       | نامزدشده |
| ۲۰۰۴ | "هربار (ترانه)"                    | بهترین ترانه عاشقانه                                    | نامزدشده |
| ۲۰۰۴ | "سمی (ترانه بریتنی اسپیرز)"        | بهترین ترانه                                            | برنده    |
| ۲۰۰۵ | بریتنی و کوین: هرج و مرج           | بهترین برنامه تلویزیونی واقع گرایانه                    | نامزدشده |
| ۲۰۰۵ | خودش                               | بهترین برنامه تلویزیونی شخصی                            | نامزدشده |
| ۲۰۰۸ | خودش                               | بهترین خواننده زن                                       | نامزدشده |
| ۲۰۰۸ | ارتش بریتنی                        | بهترین هواداران                                         | نامزدشده |
| ۲۰۰۹ | "سیرک (ترانه)"                     | بهترین تک آهنگ                                          | نامزدشده |
| ۲۰۰۹ | خودش                               | بهترین خواننده زن                                       | نامزدشده |
| ۲۰۰۹ | تور سیرک                           | بهترین تور                                              | نامزدشده |
| ۲۰۰۹ | خودش                               | Ultimate Teen Choice Award (Lifetime Achievement Award) | برنده    |
| ۲۰۱۱ | خودش                               | Choice Summer Music Star                                | نامزدشده |
| ۲۰۱۴ | خودش                               | Choice Social Media Queen                               | نامزدشده |
| ۲۰۱۵ | "Pretty Girls" (with Iggy Azalea)  | Choice Song: Female Artist                              | نامزدشده |
| ۲۰۱۵ | "Pretty Girls" (with Iggy Azalea)  | Choice Music: Collaboration                             | نامزدشده |
| ۲۰۱۵ | خودش                               | Candie's Choice Style Icon                              | برنده    |
| ۲۰۱۶ | خودش                               | Social Media Queen                                      | نامزدشده |
| ۲۰۱۶ | خودش                               | Choice Twitter                                          | نامزدشده |
| ۲۰۱۶ | خودش                               | Choice Instagram                                        | نامزدشده |

## جوایز موسیقی رادیو دیزنی
| سال  | نامزدی / اثر | جایزه                | نتیجه    |
| ---- | ------------ | -------------------- | -------- |
| ۲۰۰۱ | خودش         | بهترین خواننده زن    | نامزدشده |
| ۲۰۰۲ | خودش         | بهترین خواننده زن    | نامزدشده |
| ۲۰۱۷ | خودش         | بهترین اسطوره موسیقی | برنده    |

## جشنواره ماچ موزیک ویدئو
| سال  | نامزدی / اثر     | جایزه                   | نتیجه    |
| ---- | ---------------- | ----------------------- | -------- |
| ۱۹۹۹ | "خودش"           | خواننده محبوب بین‌المللی | برنده    |
| ۲۰۰۹ | "زن‌باره (ترانه)" | بهترین ویدیو بین‌المللی  | نامزدشده |
| ۲۰۱۱ | "تا دنیا دنیاست" | بهترین ویدیو بین‌المللی  | نامزدشده |
| ۲۰۱۱ | "تا دنیا دنیاست" | بهترین ویدیو سال        | نامزدشده |
| ۲۰۱۳ | "جیغ و داد"      | بهترین ویدیو سال        | نامزدشده |

## جایزه جونو
| سال  | نامزدی / اثر                             | جایزه               | نتیجه    |
| ---- | ---------------------------------------- | ------------------- | -------- |
| ۲۰۰۰ | ... عزیزم یک بار دیگر (آلبوم)            | آلبوم بین‌المللی سال | نامزدشده |
| ۲۰۰۱ | اوه!... باز هم دسته‌گل به آب دادم (آلبوم) | آلبوم بین‌المللی سال | نامزدشده |
| ۲۰۱۰ | سیرک (آلبوم)                             | آلبوم بین‌المللی سال | نامزدشده |

## جوایز یانگ استار
| سال  | نامزدی / اثر | جایزه                   | نتیجه |
| ---- | ------------ | ----------------------- | ----- |
| ۱۹۹۹ | خودش         | بهترین خواننده جوان سال | برنده |

## جوایز اسمش هیتز
| سال  | نامزدی / اثر | جایزه             | نتیجه |
| ---- | ------------ | ----------------- | ----- |
| ۲۰۰۱ | خودش         | بهترین خواننده زن | برنده |

## جایزه موسیقی ملل
| سال  | نامزدی / اثر                     | جایزه               | نتیجه    |
| ---- | -------------------------------- | ------------------- | -------- |
| ۲۰۰۰ | خودش                             | پرفروش‌ترین خواننده  | برنده    |
| ۲۰۰۱ | خودش                             | پرفروش‌ترین خواننده  | برنده    |
| ۲۰۰۲ | خودش                             | پرفروش‌ترین خواننده  | نامزدشده |
| ۲۰۱۴ | خودش                             | بهترین خواننده زن   | نامزدشده |
| ۲۰۱۴ | خودش                             | بهترین سرگرمی سال   | نامزدشده |
| ۲۰۱۴ | خودش                             | بهترین اجرای زنده   | نامزدشده |
| ۲۰۱۴ | "Ooh La La"                      | بهترین ترانه        | نامزدشده |
| ۲۰۱۴ | "Ooh La La"                      | بهترین ویدیو        | نامزدشده |
| ۲۰۱۴ | "عطر (ترانه بریتنی اسپیرز)"      | بهترین ترانه سال    | نامزدشده |
| ۲۰۱۴ | "عطر (ترانه بریتنی اسپیرز)"      | بهترین ویدیو        | نامزدشده |
| ۲۰۱۴ | "جیغ و داد" (به همراهیویل.آی.ام) | بهترین ترانه سال    | نامزدشده |
| ۲۰۱۴ | "جیغ و داد" (به همراهیویل.آی.ام) | بهترین ویدیو        | نامزدشده |
| ۲۰۱۴ | بریتنی جین                       | بهترین آلبوم        | نامزدشده |
| ۲۰۱۴ | ارتش بریتنی                      | بهترین تیم طرفداران | برنده    |

## جایزه سینمایی و تلویزیونی ام‌تی‌وی
| سال  | نامزدی / اثر          | جایزه                   | نتیجه    |
| ---- | --------------------- | ----------------------- | -------- |
| ۲۰۰۲ | چهارراه               | بهترین لباس             | نامزدشده |
| ۲۰۰۲ | چهارراه               | بهترین عملکرد بازیگر زن | نامزدشده |
| ۲۰۲۱ | فریمینگ بریتنی اسپیرز | بهترین مستند            | برنده    |